# Kráľovský Chlmec
Kráľovský Chlmec, ungarisch Királyhelmec (bis 1948 slowakisch „Kráľovský Chlumec“) ist eine Stadt in der südöstlichen Slowakei.

## Allgemeines und Lage

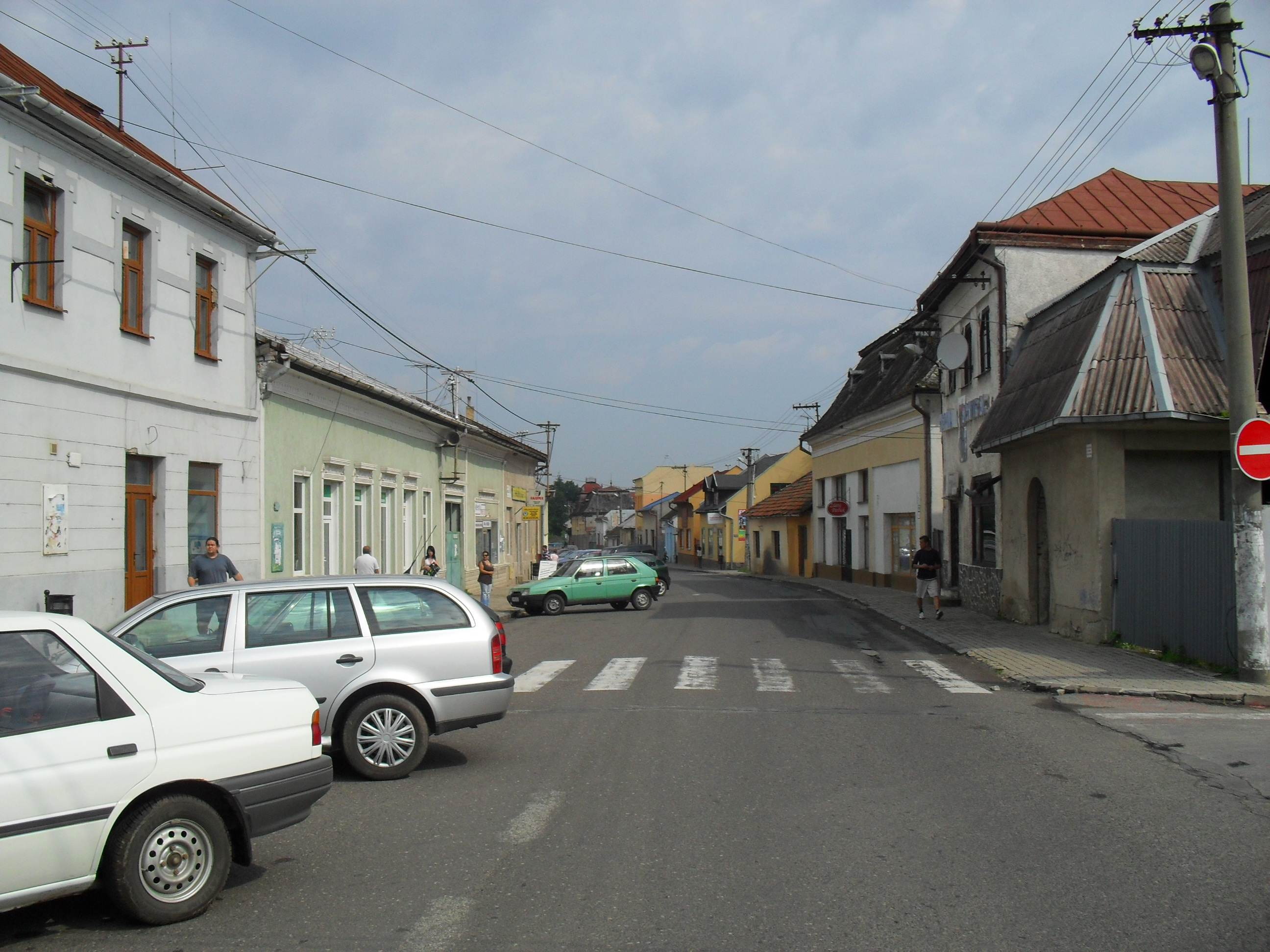
Blick auf die Hauptstraße

Die vorwiegend von Ungarn bewohnte Stadt gliedert sich in den Ort Fejséš sowie dem eigentlichen Ort Kráľovský Chlmec.
Sie liegt im südlichen Teil der Ostslowakischen Tiefebene im Gebiet der sogenannten Medzibodrožie, welche von den Flüssen Theiß, Latorica und Bodrog umflossen wird. Die ungarische Grenze verläuft zirka vier Kilometer südlich des Stadtgebiets; die ukrainische Grenze ist zirka elf Kilometer im Osten entfernt.

## Geschichte

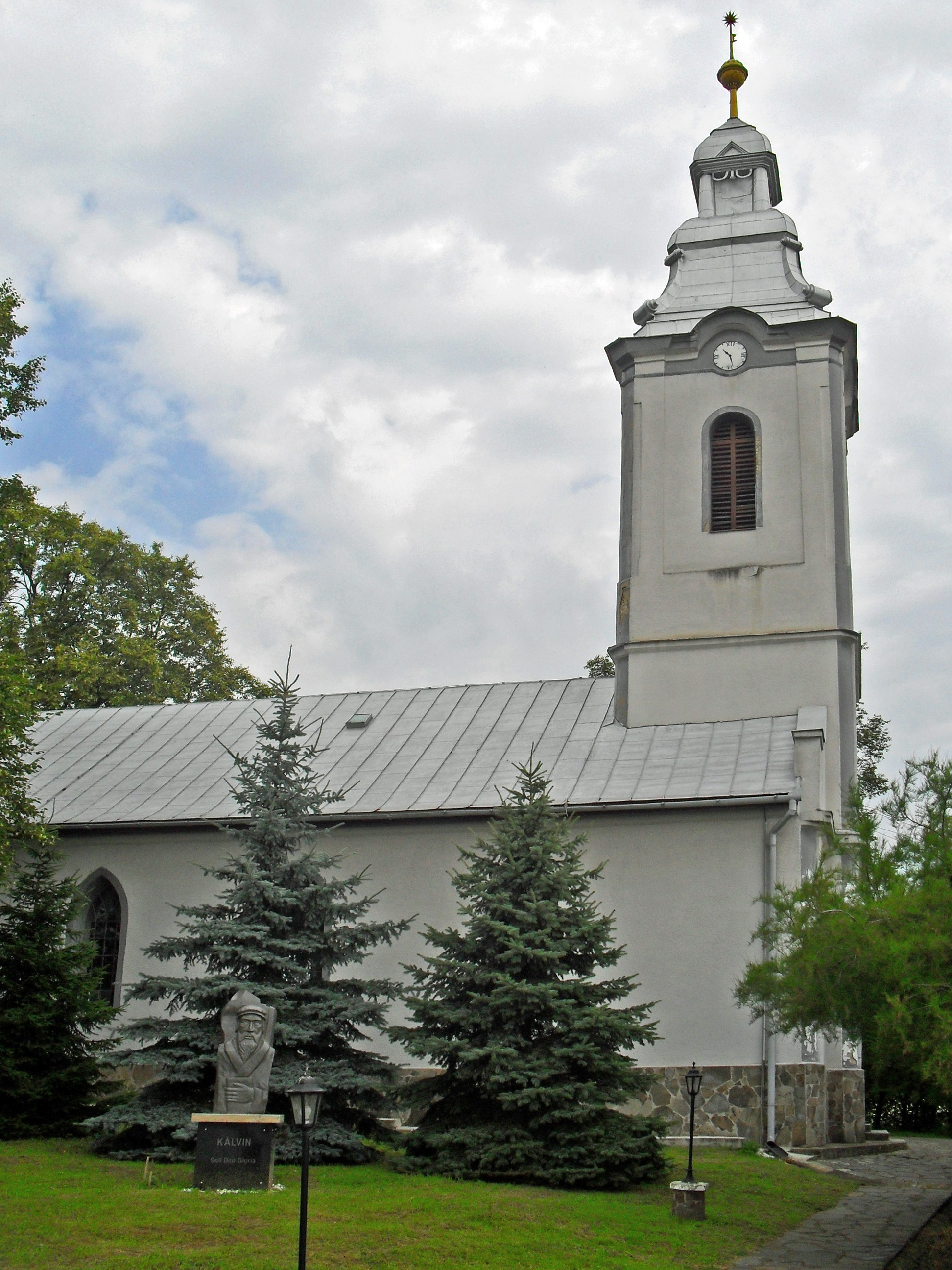
Reformierte Kirche

Kráľovský Chlmec wurde 1214 zum ersten Mal als Helmelyz erwähnt; der Ort entstand am Fuße einer mittelalterlichen Burganlage. Die Besiedlung des Gebietes fand aber schon vorher statt, einer der größten slawischen Grabhügel findet sich hier.
1361 kam es zum Zuzug von deutschen Siedlern.
1918 kam die Stadt aufgrund des Vertrags von Trianon an die neu entstandene Tschechoslowakei, durch den Wiener Schiedsspruch war sie aber zwischen 1938 und 1945 ein Teil von Ungarn.

## Bevölkerung
| Jahr:                | 1994. | 2004.   | 2014.   | 2024.   |
| -------------------- | ----- | ------- | ------- | ------- |
| Anzahl der Personen: | 8264  | 7966    | 7621    | 7322    |
| Unterschied:         |       | -3,60 % | -4,33 % | -3,92 % |

| Jahr:                | 2023. | 2024.   |
| -------------------- | ----- | ------- |
| Anzahl der Personen: | 7352  | 7322    |
| Unterschied:         |       | -0,40 % |

## Sehenswürdigkeiten
- Reste der Burgruine Čonkovar
- reformierte Toleranzkirche von 1787 (1900 erweitert und pseudogotisch umgestaltet)
- ursprünglich gotische, später barockisierte katholische Kirche
- Synagoge, erbaut 1850

## Städtepartnerschaften
- Ferencváros (IX. Budapester Bezirk), Ungarn
- Felsőzsolca, Ungarn
- Kisvárda, Ungarn
- Rakovník, Tschechien
- Sfântu Gheorghe, Rumänien
- Kanjiža, Serbien (Vojvodina)